# Satrapie achemenidi

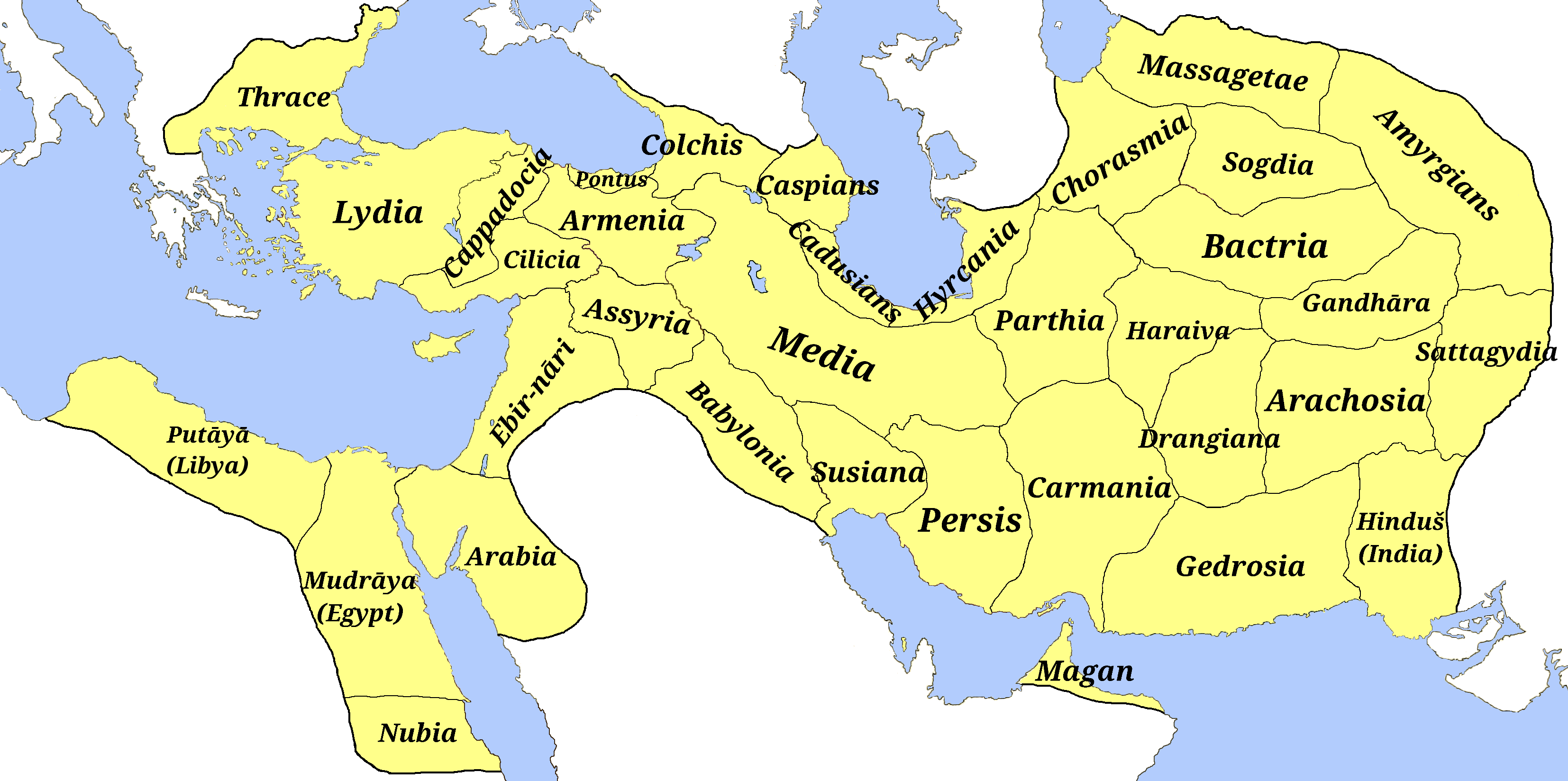
Satrapie dell'Impero achemenide nel 490 a.C.

Le satrapie achemenidi erano le unità territoriali e amministrative dell'Impero achemenide.
Le satrapie formavano un sistema attraverso il quale era possibile governare l'enorme estensione territoriale dell'impero, riscuotere i tributi, reclutare forze militari e controllare l'amministrazione locale. Al governo delle satrapie vi erano i satrapi, i quali avevano la responsabilità di far fronte a crisi, quali minacce esterne o rivolte. Al fine di garantire un adeguato controllo sull'impero in rapida espansione, Ciro il Grande (r. 559-530) e suo figlio Cambise I adattarono le preesistenti strutture di governo, estendendole a tutto il territorio. Ne risultò una struttura fortemente gerarchica, avente la satrapia come principale riferimento territoriale. Tale sistema, rimasto pressoché inalterato fino alla caduta dell'impero achemenide e sopravvissuto anche sotto le dominazioni successive, si rivelò nel complesso efficace e stabile.

## Origine del termine
In persiano antico, era detto xšaθrapāvā ("protettore della provincia"), da xšaθra ("reame" o "provincia") e pāvā ("protettore"), il funzionario pubblico a capo delle province dell'Impero achemenide, ovvero il satrapo. Da questo termine, molto probabilmente, origina la parola greca satrapes ("satrapo"), dalla quale poi è nato il termine satrapeia. Nella storiografia moderna si utilizza la parola "satrapia" con la stessa accezione dell'espressione satrapeia (in alfabeto greco σατραπέια), presente nelle fonti greche.  
Le iscrizioni in persiano antico riportano invece la parola dahyu- (pl. dahyāva) per designare le unità amministrative, pertanto questo termine sarebbe quello più storicamente corretto.

## Fonti storiche relative all'amministrazione delle satrapie
Quattro gruppi di fonti svolgono un ruolo preminente nella ricostruzione dell'amministrazione delle satrapie: 
1. le iscrizioni achemenidi, con particolare riguardo alle loro liste dahyāva (DB par. 6, DNa par. 3, DNe, DPe par. 2, DSa par. 4, DSe par. 3, DSm par. 2, DSv par. 2, XPh par. 3[3][4][5]) cui si aggiungono le enumerazioni poste alla base della statua di Dario I a Susa e sulle stele del canale di Suez[6];
2. la cosiddetta lista dei nomoi compilata da Erodoto;[7][8]
3. la lista delle satrapie fornite dagli storici di Alessandro Magno (Arriano,[9][10] Fozio,[11][12] Quinto Curzio Rufo,[13] Publio Erennio Dessippo,[14] Diodoro Siculo,[15][16][17] Pompeo Trogo,[18] Paolo Orosio[19]);
4. le liste che compaiono nel cosiddetto Testamento di Alessandro,[20] nel Romanzo di Alessandro[21][22],[23] nelle fonti medioevali[24][25]

A questo sistema di fonti vanno aggiunti diversi centinaia di passi presenti nella letteratura greca e latina, come anche sporadiche informazioni desumibili da iscrizioni di altre civiltà (ad es. le iscrizioni di Droaferne e l'iscrizione TL 40 d del sarcofago di Payava), dagli archivi e dalle monete.

### Erodoto (Storie 3.90-94)
La lista compilata da Erodoto viene reputata la fonte base per la ricostruzione dell'amministrazione delle satrapie (sono disponibili resoconti di precedenti ricerche di Jacobs). Tale passaggio, benché controverso, ha costituito anche in opere recenti lo schema entro il quale definire l'amministrazione provinciale achemenide.
A causa della caotica esposizione della lista di nomoi, in aperto contrasto con la realtà geografica, dell'eccessiva enfatizzazione delle regioni occidentali dell'impero e del fatto che i dati citati siano incompatibili con quelli di tutte le altre fonti, siano achemenidi, greche e latine, vari studiosi, come lo storico dell'arte Franz Altheim, hanno ritenuto la lista storicamente inaffidabile.
Alla luce delle recenti ricerche su Erodoto (riassunte dagli studiosi Bichler e Rollinger) tale fatto non è sorprendente, poiché lo stesso Erodoto avrebbe modellato il materiale a propria disposizione in forma letteraria. La lista, perciò, non si configurerebbe come una testimonianza storica, ma come un esempio di letteratura storico-epica.

### Storici di Alessandro
Gli storici greci e latini che parlano dell'impero di Alessandro Magno differiscono fra loro in quanto ad affidabilità, ma nel complesso consentono di ricostruire la suddivisione dell'impero subito dopo la morte del condottiero macedone, nello specifico dopo la spartizione di Babilonia e quella di Triparadiso. Dalle descrizioni risulta l'immagine di un impero greco-macedone che presenta notevoli elementi d continuità con quello di Dario III, poiché Alessandro aveva mantenuto dappertutto nell'impero (ad eccezione delle aree più occidentali) la preesistente struttura amministrativa. Gli stessi ranghi della burocrazia non vennero smantellati, nemmeno quelli più elevati, salvo casi di infedeltà o incapacità. Le stesse direttive di carattere amministrativo emanate nel corso della campagna di conquista presentano una natura formale analoga a quelle tardo-achemenidi, uno standard che rimase tale almeno fino all'età dei diadochi.

### Iscrizioni achemenidi
L'idea proposta da Erodoto secondo la quale alla base dell'organizzazione satrapale vi fosse un criterio etnico ha indotto negli storici successivi la percezione dell'Impero achemenide come una semplice somma di popolazioni, svincolata da connotazioni territoriali definite. Sulla base di questa interpretazione le liste dei dahyāva erano state considerate come enumerazioni di popoli, posizione che anche in tempi recenti alcuni studiosi hanno cercato di sostenere con motivazioni filologiche. Questa interpretazione può essere del tutto rifiutata, dal momento che la parola in antico persiano dahyu- indica unità territoriali. Poiché satrapi come Dādaršīš in Battria e Vivāna in Aracosia governavano distretti che nelle liste in antico persiano erano menzionate come regioni, Schmitt ha dimostrato che il termine dahyu- era un "altpersische Sprachregelung" per definire le unità amministrative.
Un problema di tipo interpretativo si origina dalle discrepanze esistenti tra la lista di Bisitun con 23 elementi e la lista in XPh con 32 elementi. Le stesse versioni figurative di queste liste vedono variare notevolmente il numero dei dahyāva.. La conclusione che se ne deduce è che tali liste siano più o meno incomplete: ciò alla luce del fatto che le omissioni concernono regioni rilevanti, come la Cilicia, la Frigia ellespontica e la Siria. L'origine di queste omissioni da parte dei redattori appare dettata da ragioni ideologiche e non consente di valutare le liste che ne sono soggette come affidabili fonti storiche.

### Valutazioni conclusive sul sistema delle fonti
Solamente le iscrizioni achemenidi possono considerarsi come fonti primarie. Esse utilizzano nelle loro liste l'espressione dahyāva, e non "satrapia". Dal momento che la parola satrapo compare due volte nelle iscrizioni achemenidi (DB 3.14, 58), l'assenza del corrispondente termine satrapia è stata osservata da numerosi studiosi. Si riteneva che le liste in antico persiano avessero contenuti incompatibili con quelli delle altre due tipologie di fonti, riferendosi a qualcosa di concettualmente diverso; inoltre le si riteneva incomplete.
Di conseguenza un numero maggiore di studiosi ha attribuito alla lista di Erodoto un valore superiore a quello delle iscrizioni achemenidi. Erodoto era ritenuto preferibile anche rispetto agli storici di Alessandro, sia in quanto contemporaneo all'Impero achemenide sia per la reputazione tradizionalmente attribuitagli dagli storici moderni. Tale situazione rimase inalterata fino alla fine del XIX secolo da Paul Krumbholz (1861-1945), il primo studioso che cercò di trattare  in maniera più globale l'amministrazione satrapale, quantomeno per l'Asia Minore. La lista di Erodoto venne in seguito ripetutamente messa in discussione, sino a decadere dalla sua posizione privilegiata.
In un tentativo di armonizzare i contrasti tra le iscrizioni achemenidi e gli scritti di Erodoto fu valutata la possibilità di postulare due distinti sistemi burocratici, uno concernente l'amministrazione, l'altro la fiscalità. Tale compromesso appare tuttavia impossibile, dal momento che i provvedimenti concernenti la tassazione erano di esclusiva competenza del satrapo.
La presunta incompletezza delle liste dahyāva e le aggiunte presenti nelle liste successive costituiscono d'altro canto un grosso ostacolo ad un utilizzo significativo di tali fonti al fine di ricostruire l'amministrazione satrapale. Ciononostante la raccolta di dati più antica, ovvero quella riportata dall'iscrizione di Bisitun, aveva come finalità esplicitamente dichiarata sin dalla sua realizzazione quella di testimonianza storica per i posteri. L'iscrizione presente sulla tomba di Dario I a Naqš-e Rostam (DNa 38-42) suggerisce che quella lista avesse in realtà un mero carattere programmatico.
L'assunzione di incompletezza si rivela invalida nel momento in cui si accetti la strutturazione gerarchica dell'amministrazione, tesi che risulta facilmente dimostrabile sia per quanto concerne la burocrazia locale sia per l'amministrazione imperiale. Per documentare compiutamente l'estensione dell'impero sarebbe sufficiente enumerare tutte le province di uno specifico livello della gerarchia amministrativa: tale lista sarebbe pienamente utilizzabile ai fini della ricostruzione dell'amministrazione imperiale, risultando inoltre coerente con la rivendicazione fatta dall'autorità centrale di controllare anche regioni di fatto sottratte al suo dominio. Tali caratteristiche sono appunto quelle riscontrabili nella lista di Bisitun. I nomi mancanti risulterebbero quindi appartenenti ad un livello gerarchico inferiore, rendendo la loro menzione non necessaria. Se alcuni nomi sono comunque stati successivamente aggiunti ciò si deve unicamente ad una sorta di atto politico di propaganda, finalizzato a dare l'immagine di un impero che continuava il suo processo di espansione (nonostante sia accertato il fatto che le frontiere rimasero pressoché inalterate dall'ultimo decennio del VI secolo). Tra i nomi aggiunti in periodi successivi quelli che realmente costituiscono reali guadagni territoriali devono pertanto essere valutati con estrema attenzione. Ciò non costituisce un grosso problema per gli storici, dal momento che la storia di quel periodo, in particolare quella relativa ai regni di Dario I e Serse I, risulta essere ben documentata (è anche disponibile una serie di studi sulla datazione delle iscrizioni con liste di dahyāva).
Dopo il 515 le iscrizioni registrano l'acquisizione di una nuova provincia, comprendente territori lungo il basso Indo (Hinduš); dopo il 512 le tre province di Tracia (Skudra), Libia (Putāyā), e Nubia (Kūšiyā), sebbene non sia chiaro quanto sia durato l'effettivo dominio persiano su queste aree,

## La struttura dell'amministrazione imperiale
Coloro che danno precedenza alla lista di Erodoto sono costretti ad adottare un approccio storico completamente diverso rispetto a chi utilizza invece le liste in antico persiano. Sono stati altresì fatti tentativi di armonizzare queste fonti, sebbene molti studiosi ritengano questi tentativi inutili. L'isolamento della fonte di Erodoto nel complesso di quelle esistenti porta alla supposizione di una radicale riforma del sistema in essa descritto da parte di Dario I. Le fonti in antico persiano invece riportano nel complesso un insieme di regioni che rimane pressoché inalterato dal regno di Cambise a quello di Serse I. In quest'ottica di continuità delle strutture amministrative in questo lasso di tempo è possibile pertanto escludere una radicale ristrutturazione delle stesse sotto il regno di Dario I.
A questa informazione, desumibile per via indiretta, si aggiunge il fatto che vi sono numerosi punti in comune tra le liste di satrapie degli storici di Alessandro e le iscrizioni in antico persiano, in primis quella di Bisitun. Alcune differenze, come l'assenza dell'Arabia e della Saka, possono essere motivate dalla perdita di quelle aree da parte degli achemenidi o dal fatto che non vennero annesse da Alessandro. Il maggiore livello di dettaglio che le liste successive danno alle regioni occidentali riflette il fatto che, nel corso della conquista macedone dell'Asia Minore, la gerarchia dell'apparato amministrativo in quest'area fu rimossa, e i suoi membri successivi anche di livello inferiore svolsero un ruolo importante, come nel caso di Eumene di Cardia (circa 362-316). Nel resto dell'impero l'organizzazione amministrativa si basava sulle entità geopolitiche citate nelle fonti, in un rapporto di continuità tra la politica achemenide e quella macedone.
La stabilità di tale sistema, rimasto pressoché inalterato dalla seconda metà del VI secolo a.C. fino all'età dei diadochi, dimostra la sua efficacia anche dinanzi a situazioni di crisi.
Analizzando l'utilizzo delle espressioni "satrapo" e "satrapia" nel sistema di fonti è possibile concludere che il loro utilizzo e il significato ad esse era attribuito non fosse univoco. Ciò appare evidente anche ad un livello superficiale, confrontando il numero di satrapie di Erodoto (20) e quello dato dalla Bibbia (127; Ester 1:1, 8:9; Dan. 6:2). Più probabilmente questi termini furono utilizzati da scrittori diversi per designare genericamente governatori e province dell'Impero.
La parola "dahyu-" è altrettanto vaga: essa significa sia distretto sia Stato in senso generico, nello specifico anche una provincia. È paragonabile all'inglese "country" e al tedesco "Land". In greco antico un numero considerevole di espressioni (archē, nomos, satrapeia, huparchia, eparchia o satrapēs, stratēgos, karanos, archōn, huparchos, dunastēs) designano aree e corrispondenti autorità locali. L'esistenza di un insieme così variegato di termini potrebbe denotare l'esistenza di altrettanti livelli gerarchici nell'amministrazione achemenide, ipotesi avvalorata anche dalle fonti secondarie classiche.

### Evoluzione della gerarchia imperiale
Tale processo può essere spiegato in funzione del progressivo ingrandimento dell'impero. Le campagne dei suoi due più importanti sovrani conquistatori, Ciro il Grande e suo figlio Cambise, miravano all'acquisizione integrale dei territori dei regni limitrofi. La spedizione contro Creso di Lidia (r. circa 560-546) fu preceduta dall'annessione della Cappadocia e seguita da quella della costa dell'Asia Minore; la spedizione contro l'Egitto fu seguita da campagne contro Libia e Nubia. In altre parole la sottomissione degli antichi regni orientali prevedeva sempre la conquista completa delle loro province, in un processo di riadattamento delle strutture preesistenti. I re - nei casi precedenti Creso, Nabonide (r. 556-539), Amasis (r. circa 570-526), o Astiage (r. circa 584-550) - venivano rimpiazzati con governatori che controllavano vasti territori e godevano di poteri paragonabili a quelli dei sovrani. Ad essi erano sottoposti i governatori di province più piccole.
Nel caso della Media, l'esistenza di centri di potere statale più antichi, come quelli ricostruiti da Wolfram Nagel e Igor Diakonoff, è stata messa in discussione. Heleen Sancisi-Weerdenburg, per esempio, negava la presenza di forme statali in Media prima dell'avvento di Ciro il Grande (ulteriori considerazioni in Lanfranchi et al.).
Ancora più forti sono i dubbi relativi all'esistenza di strutture di governo nelle aree orientali dell'Iran (come ricostruito da Christensen; disponibili diverse critiche e un'analisi dei suoi scritti). La prova dell'esistenza di una qualche forma di organizzazione, evidenziata dal ritrovamento archeologico di sistemi difensivi e installazioni per la raccolta delle acque rendono tuttavia accettabile l'ipotesi di un Impero kayanide in Battria (Yt. 13.132, 19.71-74; Bundahišn, tr. Anklesaria, p. 232, 1-10). L'Impero thamanaeano in Aracosia con la sua presunta capitale Aracoti, situata nell'odierna provincia di Kandahar, rimane invece privo di fondamenti altrettanto concreti.
In generale i maggiori complessi amministrativi dell'Impero achemenide (le "grandi satrapie") originarono da strutture burocratiche preesistenti, ricalcanti quelle degli antichi regni: è questo il caso di Perside, Media, Babilonia, Lidia, Egitto, Battria e Aracosia. Ad un livello inferiore troviamo le province storiche dei regni precedenti, chiamata "satrapie superiori". Scendendo ancora più in basso troviamo le "satrapie inferiori". Non è possibile scendere ad un ulteriore grado di dettaglio comune a tutto l'impero, dal momento che ci si troverebbe di fronte a entità territoriali e politiche variabili da zona a zona, retaggio delle tradizioni locali. Questa diversità regionale spiega la difficoltà incontrata da chi si è cimentato nella ricostruzione di una precisa gerarchia burocratica comune a tutto l'impero partendo dallo studio degli archivi amministrativi locali.
La struttura gerarchica si concretizzava nel fatto che più "satrapie inferiori" costituivano una satrapia superiore, mentre due o più "satrapie superiori" formavano una "grande satrapia". La satrapia inferiore centrale (se vogliamo, il cuore del regno storico precedente) dava il nome anche alla satrapia superiore, che dava il nome anche alla grande satrapia corrispondente. Le cariche delle entità di livello inferiore erano ereditarie e venivano assunte da dinastie locali (in una sorta di autonomia locale). Le cariche di livello superiore derivavano da nomina della corte, attribuite a personaggi imparentati con la famiglia imperiale e a membri di poche altre famiglie privilegiate. Le antiche capitali delle grandi satrapie (Pasargade, Ecbatana, Babilonia, Sardi, Menfi, Battra e Aracoti, presso l'attuale Quetta) conservavano uno status privilegiato anche sotto la dominazione achemenide e in molti casi lo mantennero anche in età successive.

## Le satrapie
L'assunto metodologico alla base della seguente rassegna si fonda sull'utilizzo dell'iscrizione di Bisitun come inventario delle unità standard dell'Impero achemenide, che chiameremo satrapie superiori. Nei decenni successivi alla realizzazione dell'iscrizione il loro numero fu incrementato dalla conquista della valle dell'Indo (Hinduš) e delle regioni africane di Libia (Putāyā) e Nubia (Kūšiyā). L'esistenza di questi dahyāva come satrapie è dimostrabile attraverso fonti della tradizione classica, in particolare greche e latine. Queste fonti inoltre forniscono informazioni di tipo geografico sulle province. Queste ultime erano definite come noto su base territoriale ancor prima che etnica, come si evince dal fatto che uno dei compiti del satrapo era fornire informazioni di carattere geografico, in termini di estensione, sulla sua satrapia. Le fonti greche e latine attestano che i confini provinciali erano perlopiù definiti da elementi naturali, in assenza da pietre di demarcazione.
La seguente ricostruzione fornisce informazioni sui confini e sulla collocazione geografica di ciascuna satrapia, la sua posizione nel sistema gerarchico, i suoi rappresentanti e le residenze ufficiali. La lista parte dal cuore dell'impero, sede della capitale, per poi procedere da ovest verso est. La ricostruzione dell'assetto amministrativo per le aree orientali è stato ottenuto per analogia con le situazioni, meglio documentate, relative alle satrapie occidentali. La citazione di fonti e testi letterari è limitata solamente alle prove più significative (per dettagli, v. Jacobs).
Dal momento che di seguito non si terrà conto della lista di Erodoto, non sono disponibili informazioni sul gettito fiscale di ogni satrapia.

### Grande satrapia di Pārsa (Perside)
La grande satrapia di Pārsa (Perside) designa un complesso territoriale piuttosto vago, nonostante autori classici forniscano i nomi di diversi governatori di questa regione, come ad esempio Sybares, contemporaneo di Ciro il Grande e Ariobarzane durante il regno di Dario III. L'affermazione di Erodoto secondo la quale Istaspe, padre di Dario I, fosse governatore di questa regione è probabilmente da ritenersi errata. La capitale della provincia sembra sia stata Pasargade, dove il satrapo aveva la sua residenza ed esercitava le sue mansioni. Accanto alla satrapia di livello inferiore che dava il nome alla provincia, all'interno di quest'ultima si estendeva anche la satrapia di Ūja/Susiana. Ciò è desumibile da Diodoro che afferma che la Susiana era collocata nella Perside, sinonimo di Pārsa, o anche indirettamente da Plinio il Vecchio che menziona un evento, collocandolo in Sittacene ai confini della Perside. Dal momento che né la regione propria avente quel nome né la corrispondente satrapia confinavano con la Sittacene, Perside va qui inteso in senso più ampio, includendo nella su estensione Ūja/Susiana (per un ragguaglio sulla situazione geopolitica dell'area all'epoca, v. Jacobs).

#### Satrapia superiore centrale di Pārsa (Perside)
Quest'area comprendeva presumibilmente la satrapia inferiore di Perside e la satrapia minore di Karmana-Carmania. Quest'ultima aveva probabilmente uno status amministrativo inferiore, dal momento che non viene citata nella lista dei dahyāva. Tale status è anche confermato durante l'epoca di Alessandro il Grande, laddove la carica di governatore della Carmania rappresentò il primo passo dell'impressionante carriera di Sibirzio e dovesse essere pertanto di livello modesto.

##### Satrapia inferiore centrale di Pārsa (Perside)
Il suo territorio coincide con il moderno distretto di Fars. Il confine orientale della satrapia era costituito dalla sezione orientale degli Shir, posta ad est dello Zāyanderūd, mentre il confine nord-occidentale era con ogni probabilità situato presso Aorsis/Zohra, estendendosi lungo i monti Baḵtiāri(per la geografia della Persia nel suo complesso, v. Arriano, Curzio, Strabone).

##### Satrapia inferiore di Karmana (Carmania)
Nelle Tavolette della fortificazione di Persepoli (PF) 681 (cf. PF 1377) è menzionato un satrapo di nome Carchide. La satrapia comprendeva approssimativamente l'area delle attuali province di Kerman e Lorestan. La capitale era situata presumibilmente sul sito dell'attuale Kerman. Al tempo di Alessandro sono menzionati altri governatori locali, di rango inferiore, relativi alla zona meridionale della provincia (la Yutiyā dell'iscrizione di Bisitun) e all'isola di Oaracta/Qešm. Ad ovest la provincia confinava con la Perside, a nord con la Partia (che comprendeva gran parte del Dašt-e Lut), ad est con Zranka/Drangiana e Maka/Gedrosia. Il confine appare limitato geograficamente dal lago Hamun e dalla zona paludosa del Sistān occidentale. A partire da quel punto continuava in direzione sud-sudovest fino a toccare la linea costiera, nei pressi dell'attuale Bandar-e Jask.

#### Satrapia superiore di Ūja (Susiana o Elam)
Durante il declino dell'Impero assiro, una tribù persiana citata da fonti successive con il nome di Cissiani o Uxiani emigrò in questa regione montuosa. Gli Achemenidi chiamarono così l'area con il nome di questa popolazione (per l'etimologia, v. Nagel).
Susa era non solo la capitale imperiale ma anche quella provinciale. Si hanno poche notizie sui satrapi che risiedettero qui. Intorno al 500 un certo Bagapāna, probabilmente un satrapo, viene menzionato nelle Tavolette della fortificazione di Persepoli (e.g., PF 1238-40; 1297; 1546-4). Sotto Dario III il padre di Ossatre, comandante degli Uxiani e dei Susiani a Gaugamela, ricopriva la carica di satrapo.
Il territorio della satrapia di Ūja è diviso in due regioni: la pianura intorno a Susa e i monti Zagros. La regione montuosa era parte della satrapia, come appare dal fatto che il passo dove il satrapo di Perside Ariobarzane cercò di arrestare l'avanzata di Alessandro è ricordato non solo sotto il nome di Porte persiane (l'attuale Tang-e Meyran) ma anche Porte susiane. Dal momento che la satrapia minore centrale di Ūja, chiamata nelle fonti Susiana, è posta ad una certa distanza dal passo in questione, l'unica possibile spiegazione a tale denominazione è che il termine Susiana designasse in alcuni casi la satrapia nel suo complesso. Di conseguenza il confine della regione montuosa dell'Elimaide, posta nei pressi delle Porte susiane, era allo stesso tempo il confine della satrapia superiore di Ūja. L'Elimaide può considerarsi come una satrapia minore al suo interno.

##### Satrapia inferiore centrale di Ūja (Susiana o Elam)
Questa regione coincide con la moderna provincia del Khūzestān. Ad ovest il suo confine era definito dal Tigri, mentre a nord e a nord-est passava ai piedi delle montagne. A sud-est del Pasitigride/Karun vivevano gli Uxiani della pianura, che erano subordinati ad un satrapo. I loro insediamenti e con essi il territorio della satrapia, terminavano presso la costa del Golfo Persico e ad Aorsis/Zohra.

##### Satrapia inferiore di Elimaide
Il territorio degli Uxiani delle montagne era autonomo, laddove le fonti ci parlano di quest'area come soggetta ad un funzionario indigeno. Nonostante venisse loro riconosciuta questa forma di autonomia gli abitanti comunque erano soggetti al servizio militare, da compiersi presso il satrapo della satrapia superiore.
Ad ovest il territorio della provincia confinava con la Susiana. Ad est era delimitato dalle propaggini dei monti Baḵtiāri. A nord il limite era stabilito dal corso superiore del fiume Coaspe, con il territorio che confinava con il Sittacene, una configurazione geografica che rimase tale anche in epoca macedone (con la provincia di Apolloniatis).

### Grande satrapia di Māda (Media)
La Media si estendeva intorno alla sua capitale Ecbatana. La sua speciale posizione gerarchica di grande satrapia si deduce dal fatto che i satrapi di questa regione erano principi di sangue reale. Secondo Senofonte, Ciro il Grande nominò il suo secondo figlio Tanyoxarces/Tanaossare satrapo della Media, un incarico che lo poneva nella condizione di amministrare oltre anche l'Armenia e i territori dei Cadusiani. Nel IV secolo a.C. Bistane, figlio di Oco, era probabilmente anch'egli un esponente della dinastia achemenide.
Che l'Armenia appartenesse alla grande satrapia di Media, come suggerito da Senofonte, è ben documentato anche altrove, in particolare nelle iscrizioni di Bisitun, dove sono presenti anche informazioni sulla rivolta ivi scoppiata e sulla sua soppressione (DB pars. 26-30) laddove si parla della più estesa rivolta di Fravarti in Media (DB pars. 24-25, 31-32). La pacificazione dell'intera area viene registrata dalla frase in antico persiano che afferma: "Questo è ciò che io feci in Media" (DB par. 34).
Un'analoga situazione si venne a creare in Partia, dove gli abitanti, come riporta l'iscrizione di Dario I, si unirono anch'essi a Fravarti (DB par. 35). La repressione della rivolta in quest'area avvenne tra il maggio e il giugno del 521.
La Corasmia può essere considerata con certezza come parte della grande satrapia di Media solo se si accettasse l'idea di una sua anteriore annessione dell'area all'impero medio; qualora ciò sia errato altre giustificazioni sono impossibili. Il mantenimento degli assetti preesistenti da parte dell'amministrazione imperiale persiana sembra sensato dal punto di vista geopolitico e non contrastante con alcuna fonte (per informazioni geografiche, v. Jacobs.

#### Satrapia superiore centrale di Māda (Media)
Questa entità comprendeva la satrapia inferiore centrale di Media, oltre alle satrapie inferiori di Media Minore e Paretacene. Il territorio della Media Minore appare evidentemente organizzato come satrapia, dal momento che Alessandro il Grande vi nominò come governatore Ossatre, figlio di Abulite, precedente governatore della Susiana. L'Atropatene, che acquisì un'identità politico-amministrativa definita a partire da Atropate, venne costituita a partire da territori precedentemente appartenenti alla Media Minore, sebbene la sua denominazione fosse già in uso in epoche anteriori.
È possibile dedurre che la Paretacene appartenesse alla satrapia superiore di Media osservando la cronologia delle nomine di Alessandro. Egli mise in atto misure significative in tal senso solo dopo essere partito da Persepoli per Ecbatana. Altri esempi dimostrano come egli avrebbe operato la riorganizzazione dell'area precedentemente, se la regione fosse stata parte della Susiana. La sua aggiunta della regione alla Susiana dipese dal fatto che il cuore dell'area meda non era stato ancora conquistato.
Allo stato attuale delle fonti non è possibile discernere l'esistenza di altre satrapie inferiori.

##### Satrapia inferiore centrale di Māda (Media)
Quest'area confinava ad est con la Partia, laddove le Porte caspiche ne costituivano il limite. Il confine orientale della provincia era costituito inoltre dalle paludi salate del deserto del Kavir. La catena degli Elburz segnava il confine settentrionale, che verso est si approssimava al territorio dei Mardi, a sua volta parte dell'Ircania; verso ovest la provincia confinava con il territorio dei Cadusiani, appartenente alla Media Minore. Matiene, ad est del lago di Urmia, era anch'essa parte della Media. L'antico confine tra Media ad Arbelitide coincide approssimativamente con l'attuale frontiera tra Iran e Iraq. Verso sud dovrebbe essere incluso nel territorio della provincia il territorio dei Cossei, abitanti a sud-ovest della moderna Kermanshah, dal momento che questa popolazione combatté a Gaugamela sotto il comando del satrapo della Media. Da ciò si può desumere che il confine corresse effettivamente ad est lungo i monti Zagros, dove era situata la satrapia inferiore di Elimaide. A sud invece incontrava la satrapia inferiore di Paretacene.

##### Satrapia inferiore della Media Minore
Abbracciava l'area a sud-ovest del mar Caspio, includendo il territorio dei Cadusiani. Il confine era costituito dal fiume Chalus. Il confine meridionale seguiva gli Elburz, estendendosi ad ovest sino ad incontrare il termine settentrionale del lago Urmia, escludendo comunque la regione di Matiene. Ad ovest la provincia confinava con l'Armenia, a nord con il Caucaso.

##### Satrapia inferiore del Paretacene
Era situata, secondo Strabone, tra la Persia e le regioni centrali della Media. Dal momento che si afferma che la provincia fosse adiacente alla Susiana verso sud-ovest, con il deserto estendendosi sino alla Carmania a sud-est e la Partia a nord-est, la posizione della provincia è definita con chiarezza. Il resoconto di Arriano, secondo il quale Alessandro arrivò nel territorio dei Paretaceni, subito dopo aver lasciato Persepoli per recarsi ad Ecbatana, colloca la provincia all'incirca nell'area dell'attuale provincia di Esfahan.

#### Satrapia superiore di Armina (Armenia)
La migliore fonte disponibile circa l'organizzazione amministrativa e la struttura di questa provincia è data dalle iscrizioni di Bisitun, dalle quali sono desumibili le due regioni principali nei quali era divisa l'area: Dario I inviò un contingente militare contro l'Armenia occidentale e un altro contro l'Armenia orientale (DB pars. 26-30). Tale bipartizione trova riscontro anche nella tradizione storiografica classica, così come nel fatto che l'Armenia fornisse due contingenti militari nella battaglia di Gaugamela.
Per un breve periodo la regione ad est del Mar Nero fino al fiume Sal e l'estuario del Don nel Mar di Azov appartenevano anch'essi alla satrapia superiore di Armenia, organizzati in una satrapia inferiore. Tuttavia questi territori, occupati durante la campagna scitica del 513-512 a.C., rimasero sotto il controllo persiano al più per poche decadi, rendendosi indipendenti già dopo la fallita spedizione di Serse contro la Grecia.

##### Satrapia inferiore centrale di Armina (Armenia orientale)
A sud il fiume Centrites/Botan Çayı definiva il confine, in prossimità del quale il Grande Satrapo Orontes (il quale secondo Senofonte era investito della suprema autorità sull'intera Armenia) cercò di fermare i mercenari Greci sconfitti a Cunaxa. Al di là del punto di congiunzione del fiume Centrites con il Tigri, è plausibile ritenere che il confine corresse ad Occidente, sino ad incontrare l'Eufrate. La frontiera era definita ad ovest dall'Eufrate e a nord dai fiumi Murat-Su e Teleboas/Kara-Su, giacché risulta che oltre il Teleboas si entrasse nella sfera di influenza di un altro satrapo, il governatore dell'Armenia Occidentale Tiribazus. Dalla sponda nord-orientale del lago Van il confine si estendeva a nord sino al Caucaso. Per quanto concerne i confini orientali essi sono di incerta determinazione, sebbene si sia giunti ad individuarli approssimativamente nell'area un tempo occupata dal regno di Urartu. Sulla base di questi dati è plausibile ritenere che la regione circostante il lago Sevan e la sponda occidentale del lago Urmia facessero parte dell'Armenia Orientale. Tale approccio è coerente con quanto riportato da Senofonte, il quale affermò che un viaggiatore proveniente dalla Media doveva compiere un altro giornata di viaggio dopo aver attraversato il confine prima di raggiungere le montagne.
Senofonte menziona una residenza satrapale, sede di una famiglia persiana. Il membro più importante di tale famiglia era il summenzionato Orontes, il quale occupava la carica di satrapo intorno al 400 a.C. (per gli antenati di Orontes, presentati sulle steli di Nemrud Dağı, v. Sanders; circa la figura di Orontes, v. Briant).

##### Satrapia inferiore dell'Armenia occidentale
I confini orientali e meridionali di questa satrapia correvano in corrispondenza dell'angolo di territorio chiuso su due lati dalla Satrapia dell'Armenia orientale (della quale si è precedentemente discusso). Il Caucaso ne definiva il limite settentrionale, il mar Nero quello nord-occidentale. A nord della confluenza del ramo orientale (Murat-Su) con quello occidentale (Kara-Su) dell'Eufrate, il confine occidentale della satrapia andava in direzione nord-nord-ovest verso il mar Nero, toccandone le sponde sulla costa immediatamente ad ovest di Cotyora.

##### Satrapia inferiore di Kolkha (Colchide)
Questa entità amministrativa, di breve durata, venne creata in seguiti ai successi conseguiti da Dario I durante la campagna contro gli Sciti nelle regioni ad est del mar Nero. Erodoto riferisce che Dario raggiunse il fiume Oarus ed edificò una fortificazione nelle sue vicinanze. Dal momento che si afferma che tale corso d'acqua sfociava nel lago Meotide (mar d'Azov) è stato possibile identificarlo con il fiume Sal. Dal fiume Sal il confine si comprendeva la foce del Don, scendendo poi lungo la costa orientale del mar d'Azov e del mar Nero sino al Caucaso. Ignota è invece la collocazione del confine orientale di questa satrapia.

#### Satrapia superiore di Parthava (Partia)
Tale satrapia copriva un territorio chiamato sia "Partia e Ircania" (DB par. 35) sia come "Partia" (DB par. 37). Da ciò si deduce che l'Ircania era reputata parte integrante della Partia, fatto questo avvalorato dalle descrizioni geografiche, collocanti i Corasmi immediatamente ad oriente dei Parti. Amministrativamente l'Ircania apparteneva alla Partia, molto probabilmente in qualità di satrapia inferiore. In epoca seleucide le due provincie erano ancora considerate in maniera unitaria per quanto concerne la riscossione dei tributi.
Curzio Rufo e Diodoro identificano Ecatompilo come una fondazione pre-alessandrina, fatto questo che fa supporre un suo ruolo come capitale provinciale già in età achemenide. Non vi è tuttavia alcuna certezza circa la collocazione della città in epoca seleucice e partica (per informazioni generali, v. Seibert).

#### Satrapia superiore di Uvārazmī (Corasmia)
Questa provincia rientrava tra quelle in prevalenza abitate da popolazioni nomadi, ma governate da sovrani indigeni. Farasmane era il satrapo che all'epoca di Alessandro, controllava ques'area. Il suo territorio coincideva in gran parte con il deserto del Karakum, un'area di forma approssimativamente romboidale, separata a nord-est dai territori dei Massageti dal fiume Osso. A nord-ovest, l'antico tratto dell'Osso chiamato Uzboy, ne segnava i confini. Partendo dall'angolo orientale del rombo, posto nei pressi della moderna Charjuy in Turkmenistan, il confine piegava a sud-ovest verso il confine ircano, che seguiva ad ovest e a nord-ovest fino a toccare nuovamente il fiume Uzboy.

### Grande satrapia di Sparda (Lidia)
Questa satrapia è senza dubbio quella meglio documentata. La sua organizzazione è ben delineata dalle fonti e ha reso possibile per analogia la definizione da parte degli storici degli assetti amministrativi delle altre satrapie. La sua capitale era l'antica metropoli di Sardi.
La campagna di Ciro il Grande contro la Lidia è descritta da Erodoto come una risposta all'offensiva di Creso contro la Cappadocia. Cappadocia e Lidia vennero entrambe accorpate nell'impero, formando un'unica grande satrapia. Qui risiedevano principi achemenidi e altri membri di famiglie che erano stati ricompensati per la loro lealtà dopo la soppressione della rivolta di Gaumata (per una ricostruzione: Krumbholz, Petit, Balcer). Tra questi vi era Artaferne I, il suo omonimo figlio e Ciro, fratello di Artaserse II. In varie occasioni, specialmente in periodi di crisi, i satrapi di Sardi (ad es. il principe Ciro e il suo successore Tissaferne) erano responsabili per l'intera regione, inclusa la Cappadocia.

#### Satrapia superiore centrale di Sparda (Lidia)
Questa satrapia includeva quattro o cinque satrapie inferiori: la satrapia inferiore centrale di Lidia, con capitale Sardi, la Frigia ellespontica, la Caria, la Tracia (quest'ultima per il periodo compreso tra il 512 e il 479. Le regioni della Ionia e dell'Eolide non erano comprese tra le conquiste persiane e si configuravano come entità geopolitiche non chiaramente definite. Le iscrizioni achemenidi riportano a vario titolo la sottomissione di queste zone, ma è possibile escludere l'esistenza di una satrapia della Ionia.
Numerose e inequivocabili testimonianze provano che la Frigia ellespontica fosse parte della Lidia. Il satrapo della Lidia poteva impartire ordini al governatore della Frigia ellespontica (v. anche per la coniazione di Tissaferne ad Astira nella Misia, Cahn).
L'autorità del satrapo della Lidia anche in Caria è ugualmente indiscutibile; il coinvolgimento diretto di Tissaferne negli affari dell'area lo dimostra. Il satrapo successivo Autofradate è anch'egli associato in maniera anolga alla Caria, cui si aggiungeva la giurisdizione sulla Licia. Così come Tissaferne sulle iscrizioni della Stele di Xanto, Autofradate risulta essere l'autorità locale di grado più elevato (dato desunto dallo studio del sarcofago di Payava; per altre informazioni su Xanto: Schmitt, Demargne, Laroche).
Inequivocabilmente documentato da numerose prove è il fatto che anche la Grande Frigia appartenesse alla satrapia superiore di Lidia.
La Tracia fu conquistata durante la campagna di Dario I contro gli Sciti e pertanto appare nelle iscrizioni achemenidi successive al 512. Fu accorpata all'impero col rango di satrapia inferiore: tale dato è in contrasto con il fatto che la Tracia compaia nelle liste dahyāva. Logicamente appare tuttavia improbabile che un'area periferica e di recente conquista come la Tracia potesse costituire una delle pietre angolari dell'impero (DH 4-6, DPh 5-8). La Tracia era soggetta inizialmente all'autorità di un re semi-autonomo, Aminta, solamente in seguito sembra essere stata incorporata pienamente nell'impero e soggetta ad un satrapo.

##### Satrapia inferiore della Frigia ellespontica
La capitale provinciale era Dascylium ed in questa città risiedeva una famiglia persiana, detentrice del governo della satrapia per via ereditaria (per una ricostruzione v. Krumbholz; Nöldeke; Petit; Balcer; Bakır). L'estensione territoriale della satrapia può essere definita in maniera dettagliata sulla base degli elenchi di città delle quali è stata attestata la sottomissione all'autorità del satrapo, in particolare risalenti agli anni del governo di Farnabazo. A sud il territorio della provincia giungeva sino a Pergamo e Gordium. Il confine era presumibilmente posto in corrispondenza del fiume Caicus.
Ad est la provincia inglobava la Bitinia e confinava con la Paflagonia. Una conferma di tale dato è desumibile dal fatto che quando i 10 000 Greci guidati da Senofonte sbarcarono ad Heraclea si trovavano in un'area posta sotto la responsabilità di Farnabazo. Il confine con la Paflagonia è collocabile sul fiume Billaeus/Filyos. Ad ovest e a nord infine la Frigia ellespontica giungeva sino alla costa.
La satrapia includeva inoltre la Misia, che era parzialmente autonoma ed era considerata un'unità amministrativa di livello inferiore. La Misia tra il IV e il V secolo a.C. era governata da una dinastia locale, sebbene la successione del monarca locale richiedesse comunque l'assenso del satrapo che aveva sede a Dascylium.

##### Satrapia inferiore di Skudra (Tracia)
La Skudra fu per breve tempo una satrapia (provincia) dell'Impero achemenide, comprendente le regioni storiche di Macedonia e Tracia. Venne conquistata dal generale Mardonio, sotto il regno di Dario I, nel 492 a.C. Divenne un'importante base per ulteriori conquiste europee. L'area era inoltre ricca di miniere d'oro.

#### Satrapia superiore di Katpatuka (Cappadocia)
Questa regione era presumibilmente in origine governata da una dinastia locale, sebbene l'esistenza del satrapo Artabate, menzionato all'epoca di Ciro il Grande, non possa essere verificata. All'epoca di Dario I un certo Ariaramne è citato come satrapo di Cappadocia. In tarda età achemenide un satrapo chiamato Mitrobuzane ricopriva l'incarico di governatore.
Non si dispone di alcuna informazione circa la struttura della gerarchia amministrativa fino all'epoca di Datame (per informazioni sulla sua carriera, v. Jacobs), inizialmente satrapo della Cappadocia oltre il Tauro, nota come Cilicia (per la localizzazione della regione, v. Ruge, Casabonne). In seguito Datame venne promosso alla satrapia superiore di Cappadocia. La sua autorità si estendeva, oltre che sulla satrapia inferiore centrale della Cappadocia pontica, anche sulla Cappadocia oltre il Tauro, come dimostrato dalle operazioni condotte contro Aspi di Cataonia, e sulla Paflagonia, come mostrano le spedizioni militari organizzate contro il re locale Tui e le sue coniazioni a Sinope.

### Grande satrapia di Bābiruš (Babilonia)
Questa satrapia fu creata direttamente dai territori dell'Impero babilonese conquistato da Ciro il Grande nel 539 a.C. Nella capitale Babilonia portò un ingentissimo ammontare di denaro e oggetti preziosi recuperati durante la campagna in Asia. Come nel caso di Sardi anche a Babilonia troviamo satrapi membri della famiglia reale o comunque di famiglie della più alta aristocrazia; analogamente a tutte le altre grandi satrapie il loro incarico non era ereditario.
L'Arabia, o meglio i territori circostanti l'oasi di Taymāʾ, che appartenevano altresì all'antico impero babilonese, furono aggiunti all'impero achemenide solo in seguito alle vittoriose campagne di Cambise e incorporati alla grande satrapia dell'Egitto.
La satrapia superiore di Athurā/Assiria era compresa nella grande satrapia di Babilonia. A causa della sua stretta affinità storica con Babilonia la sua denominazione veniva utilizzata come sinonimo della grande satrapia (per i problemi relativi ai problemi terminologici generali, v. Kuyper). Lo status della città di Babilonia e il rango dei suoi governatori suggeriscono una sua preminenza tra le grandi satrapie dell'impero. In occasione della ribellione di Megabizo in Siria, il satrapo di Babilonia fu designato per reprimere la rivolta. Ciò dimostra in maniera eloquente l'estensione dei suoi poteri, un fatto sancito anche in epoche successive dall'importanza amministrativa ed economica della città sotto Alessandro il Grande.

#### Satrapia superiore centrale di Bābiruš (Babilonia)
Le fonti disponibili sulle satrapie inferiori della satrapia superiore di Babilonia sono scarse, sebbene la Sittacene, che Curzio e Diodoro chiamano satrapia o eparchia, potrebbe essere stata una di queste.
Disponiamo di informazioni migliori per l'Arbelide e il suo centro principale, Arbela, dove Alessandro fece bottino di enormi quantità di denaro dopo la battaglia di Gaugamela. Arbela era la capitale del distretto che si ribellò contro Dario I sotto la guida di Ciçantaxma di Asagarta/Sagarzia. Dopo la soppressione della rivolta Dario I collocò le sue imprese contro Ciçantaxma nell'iscrizione di Bisitun in Media, fatto questo che fa supporre che l'area appartenesse amministrativamente a quella regione (DB pars. 33-34). Questa situazione mutò sostanzialmente verso la metà del V secolo a.C., con l'attribuzione dell'Arbelide a Babilonia.
Altre satrapie inferiori non sono allo stato delle fonti desumibili. Il distretto di Dubāla (DB III 79) doveva avere un rango amministrativo inferiore.

#### Satrapia superiore di Athurā (Assiria)
Strabone, quando parla di Assiria intende un territorio che comprende la Siria, la Cilicia e la Fenicia. Un satrapo che controllasse (come nel caso di Menete, nominato da Alessandro) queste regioni deve essere inteso come satrapo superiore di Assiria. Infatti, il caso del satrapo Belesi evidenzia come Siria e Assiria formassero un'entità amministrativs unica. Il fatto inoltre che il satrapo Mazeo abbia comandato a Gaugamela forze da Mesopotamia e Siria sembrerebbe confermare questa posizione. La Fenicia stessa apparteneva alla Siria.
La Cilicia non faceva parte della grande satrapia di Sparda/Lidia, poiché la competenza amministrativa del suo satrapo non includeva Tarso. In quella città il principe Ciro rivelò ai mercenari greci i suoi piani di ribellione e aumentò loro le paghe per poi continuare la sua campagna contro Artaserse II. Per esclusione, la Cilicia doveva appartenere direttamente alla satrapia superiore dell'Assiria, come già era all'epoca dell'impero neo-babilonese.
La ricostruzione della gerarchia amministrativa qui presentata rende comprensibili gli avanzamenti di carriera effettuati da diversi personaggi della burocrazia all'interno della medesima grande satrapia. Ad esempio Bēlsunu iniziò la sua carriera come funzionario di alto livello a Babilonia, per poi occupare il grado gerarchico più elevato di Ebir-nāri (corrispondente alla Siria). Analogamente Mazeo, già satrapo minore della Cilicia intorno alla metà del IV secolo a.C., divenne in seguito satrapo dell'Assiria. In qualità di satrapo egli cercò di impedire l'attraversamento dell'Eufrate da parte di Alessandro e combatté duramente contro di lui (per le sue coniazioni, v. Bordreuil, Elayi ed Elayi). In un secondo momento venne nominato da Alessandro grande satrapo di Babilonia.

### Grande satrapia di Mudrāya (Egitto)
In maniera anaolga all'impero babilonese e alla Lidia, l'Egitto subì l'attacco di Cambise e venne da questi annesso all'impero achemenide, ordinato come grande satrapia (circa 525 a.C.). L'occupazione dell'Egitto da parte dei persiani, e in seguito da parte di Alessandro, fu sancita dalla semplice conquista di Menfi. Ciò dimostra l'importanza amministrativa della città, un ruolo che mantenne anche in seguito, divenendo capitale della grande satrapia. Tra i satrapi dei quali si serba memoria storica troviamo esponenti della casa reale achemenide (ad es. Achemene, figlio di Dario I; per una lista di governatori achemenidi, v. Bresciani).
Oltre alla Mudrāya (Egitto) propriamente detta, solamente l'Arabāya/Arabia (citata nelle iscrizioni di Bisotun) rientrava tra i territori soggetti alla satrapia (laddove per Arabia si deve intendere la regione conquistata da Nabonide, circostante l'oasi di Taymāʾ). Ciò nonostante l'area in questione fosse storicamente appartenuta all'impero babilonese (tale scelta deve attribuirsi al fatto che la sua conquista fu attuata in concomitanza con quella dell'Egitto).
Le ulteriori campagne di Cambise contro Libia e Nubia si risolsero in un fallimento; solamente nel 513/12 Dario I fu in grado di soggiogare quei territori. Considerazioni di carattere geografico rendono plausibile l'ipotesi che Libia e Nubia siano state aggregate alla grande satrapia dell'Egitto. Alla fine dell'impero achemenide la Nubia non sembra essere stata ancora parte della satrapia. Presumibilmente all'epoca l'area era oggetto di rivendicazioni territoriali, senza una reale presenza militare in loco. Nel periodo macedone la Nubia venne aggiunta da Alessandro tra i suoi obiettivi militari, senza che tuttavia alcuna azione venisse contro questa intrapresa. Il fatto che egli si sia limitato a nominare satrapo della Libia Apollonius denota che solamente quell'area oltre all'Egitto propriamente detto era rimasto sotto la sovranità dell'impero.

#### Satrapia superiore centrale di Mudrāya (Egitto)
Comprendeva due satrapie inferiori: Basso Egitto e Alto Egitto. Quando Cambise si dispose alla conquista della Nubia, fissò il suo quartier generale a Tebe, dove presumibilmente era collocata l'amministrazione dell'Alto Egitto. Durante il regno di Alessandro un certo Efippo venne nominato satrapo dell'Alto Egitto; non disponiamo di alcun dato sui suoi predecessori.

#### Satrapia superiore di Putāyā (Libia)
Questa provincia trasse indubbi benefici politici dalle numerose rivolte verificatesi in Egitto, potendo godere di lunghi periodi di indipendenza dall'Impero Achemenide. Sembra tuttavia che all'epoca di Dario III facesse ancora parte dell'Impero.
I Cirenanici inviarono doni ad Alessandro, allorquando questi si spinse lungo la costa mediterranea, così come avevano fatto in passato con Cambise; così facendo riconobbero Alessandro legittimo successore dei sovrani achemenidi, accettando le sue pretese sul territorio. La provincia libica, oltre alla Cirenaica, comprendeva anche la Grande Sirte e l'oasi di Siwah nel deserto a sud.

#### Satrapia superiore di Kūšiyā (Etiopia)
Sebbene sia impossibile determinare con certezza la data nella quale la provincia recuperò la sua indipendenza, è possibile comunque affermare che essa non facesse già più parte dell'Impero Achemenide all'epoca delle conquiste macedoni. La provincia non si estendeva con ogni probabilità oltre la seconda cataratta del Nilo ed iniziava all'altezza della prima. La capitale vera e propria della Nubia, Meroë, non cadde probabilmente mai sotto la dominazione persiana.

#### Satrapia superiore dell'Arabāya (Arabia)
Questa provincia cadde sotto la dominazione persiana in seguito alla campagna egiziana di Cambise. Il re stipulò diversi trattati con gli Arabi, ma la regione preservò la sua sostanziale autonomia con un proprio monarca obbligato a pagare tributi e a fornire truppe. I confini di questa vasta provincia si estendevano intorno all'oasi di Taymāʾ e possono essere definiti con esattezza solo in direzione ovest, laddove il ramo pelusiano del Nilo costituiva un limite naturale, e nord-ovest, dove correvano poco a sud di Gaza.

### Grande satrapia di Harauvatiš (Aracosia)
La progressiva diminuzione delle informazioni disponibili spostandoci nella parte orientale dell'impero rende particolarmente ardua la ricostruzione dell'organizzazione di questa provincia. Dati relativi alla situazione precedente al dominio achemenide sono scarsi, ma anche per periodi successivi il volume di informazioni resta basso. Le disposizioni date da Alessandro circa l'assetto dell'area sono le uniche basi della ricostruzione storica, basata su analogie con regioni meglio documentate.
L'assunto che l'amministrazione achemenide nell'area comprendente Sistan, Makran, e Belucistan si fosse basata su strutture di governo precedenti poggia sulla tradizione storica relativa alla dinastia iranica dei Sāma, della quale gli esponenti più noti sono Kərəsāspa-/Karšāsp e suo nipote Rostam. La relazione etimologica tra il nome della dinastia e il termine greco Thamanaioi designante un gruppo etnico era già stata notata da Josef Marquart. Da Erodoto si può desumere che il termine Thamanaioi si riferisca agli Aracosiani. Secondo la tradizione medioevale, la dinastia controllava un'area che si estendeva sul Sistān ad ovest e sullo Zabulistan a nord. A queste zone, che costituivano il cuore dell'impero, gli achemenidi aggiunsero il Punjab e il Sindh, elevandole a satrapie superiori (per un quadro d'insieme, v. Jacobs). L'affidabilità di queste informazioni, basandosi su situazioni pre-achemenidi, è tuttavia incerta.
Ci sono, comunque, indicazioni che suggeriscono l'esistenza di un vasto complesso amministrativo, organizzato gerarchicamente, nell'area sud-orientale dell'impero achemenide, che aveva il suo centro nell'area arachosiana. Le informazioni più attendibili sono tuttavia desumibili dalle disposizioni amministrative di Alessandro il Grande. Nell'Aracosia settentrionale attuò una profonda riorganizzazione, che interessava le zone di Zranka/Drangiana, Maka/Gedrosia, e Hinduš/India. Altri provvedimenti successivi furono dettati da situazioni di necessità derivanti dalla situazione instabile dell'area, e pertanto sono di difficile interpretazione in chiava amministrativa.
Che la Gedrosia appartenesse all'Aracosia emerge molto chiaramente dal titolo di Sibirzio, chiamato esplicitamente "satrapo di Aracosia e Gedrosia".
Anche la Drangiana apparteneva amministrativamente all'Aracosia, come si può desumere dalle informazioni geografiche di Strabone. Arriano stesso chiama Barsente, l'ultimo governatore achemenide della regione "satrapo degli Aracosiani e dei Drangianiani". Barsente fuggì dinanzi all'avanzata di Alessandro e si rifugiò in Aracosia, per poi ritirarsi nella regione degli "Indiani delle montagne", un contingente dei quali egli aveva comandato durante la battaglia di Gaugamela. Queste informazioni indicano anche che Barsente era responsabile per la provincia dell'Hinduš, zona di reclutamento della succitata etnia.
La subordinazione di Θataguš all'Aracosia è il dato meglio documentato tra quelli amministrativi dell'area. La versione babilonese dell'iscrizione di Bisotun riporta il successo riportato da Vivāna, satrapo dell'Aracosia, sui ribelli in Aracosia e Sattagidia, resoconto concluso dall'affermazione: "Questo è quanto feci in Sattagidia e Aracosia" (DBbab righe 48-49). Il testo corrispondente in antico persiano e elamita menziona solamente l'Aracosia (DB III par. 48; DBelam par. 38). Questa differenza indica indirettamente che la Sattagidia era subordinata all'Aracosia. Tale status è documentato anche 190 dopo, quando Alessandro ordinò ai Malli e agli Ossidraci, che vivevano nella regione della Sattagidia, di inviare i loro tributi all'Aracosia.

#### Satrapia superiore centrale di Harauvatiš (Aracosia)
A causa della scarsità di informazioni è impossibile delineare una suddivisione territoriale a livello di satrapia inferiore all'interno dell'Aracosia, nonostante la ragguardevole estensione territoriale di quest'ultima. La capitale era Aracoti, in seguito Alessandropoli (l'attuale Kandahar), come ha dimostrato Paul Bernard con l'aiuto di antiche fonti.
A nord-est e a est, i fiumi Kabul e Indo delimitavano i confini della satrapia, separandola da quella di Gandāra e Θataguš. È stata dimostrata l'esistenza di un confine comune a sud-est con il distretto degli Indiani di Montagna nelle montagne Kirthar, situate nell'Hinduš. Ciò sulla base delle testimonianze storiche relative alla fuga di Barsente. Tale confine correva a sud della catena del Sulaiman verso il passo di Bolan. La definizione del confine presso il distretto degli Oritani, appartenente alla Gedrosia, così come nel resto della Gedrosia è invece incerta. In maniera analoga alla zona occidentale, la frontiera con il territorio degli Ariaspi non può essere chiaramente definita. Nel nord-ovest, tuttavia, appare probabile che il confine con la Drangiana fosse costituito dal fiume Etimandro/Helmand.

### Grande satrapia di Bāxtriš (Baktrianē)
La sua capitale era Battra/Zariaspa, ubicata sul sito della moderna Balkh (per informazioni su Zariaspa, v. Arriano e Strabone). Come nel caso di Sardi e di Babilonia, i suoi governatori erano principi achemenidi o membri delle più alte élite dell'impero. Il più conosciuto tra i satrapi è stato senza dubbio Besso.
Informazioni relative all'amministrazione della satrapia risalgono prevalentemente al periodo delle campagne alessandrine. Circa l'estensione dei domini del satrapo, è interessante la lista di popolazioni dalle quali Besso si aspettava di ottenere appoggi contro Alessandro: Corasmi, Saci, Dahae, Indiani e Sciti. Ragionevolmente si può supporre che a queste popolazioni corrispondessero i territori sui quali si estendeva l'autorità del satrapo.
Le popolazioni citate erano o nomadi o indiane. Mancano i Sogdiani, nonostante Besso concentrasse la sua resistenza nei loro territori e in Battria. Dopo l'abbandono della Battria si ritirò in Sogdiana: un'indicazione circa l'estensione dell'autorità satrapiale sul quella regione. Un ulteriore indizio dell'appartenenza di quell'area alla satrapia è dato dal fatto che i Sogdiani, insieme con gli indiani, erano posti sotto il controllo di Besso a Gaugamela. Altre prove sono fornite da documenti provenienti dall'Afghanistan.
La questione circa l'appartenenza dell'Aria alla Battria o alla Media può essere difficilmente desunta da fonti del periodo achemenide. La tradizionale affiliazione dell'Aria all'impero kayanide) fa propendere verso l'idea di una sua sottomissione alla Battria. Un passaggio di Strabone, a sua volta basato su Eratostene, sintetizza la composizione territoriale della grande strapia che conferma questa idea. Non è chiaro tuttavia se la Battria fosse una grande satrapia o una satrapia superiore. Nel primo caso vedrebbe la satrapia delimitata dal Paropamiso e dall'Osso; nel secondo caso ci si troverebbe di fronte ad un territorio confinante con l'Aracosia e il territorio dei Massageti oltre che, per un breve tratto, con l'India. In entrambi i casi è certa tuttavia l'appartenenza di Gandāra e Sogdiana alla Battria. Se per Aracosia si intende la grande satrapia, includente anche la Drangiana, l'Aria deve deve ritenersi anch'essa parte della grande satrapia. L'informazione che riportava che la Battria confinava ad ovest con l'Arachosia e con il territorio dei Massageti deve essersi originata dalla descrizione di Eratostene della satrapia superiore di Battria, erroneamente riferita da Strabone alla grande satrapia.
La stretta relazione tra la Battria e le regioni dei Saci è indiscutibile. Pierre Briant ne ha delineato la storia, senza tuttavia ipotizzare l'esistenza di un vincolo anche di tipo amministrativo (fatto questo che spiegherebbe perché Dahae e Massageti fossero sotto il comando di Besso a Gaugamela). Un uomo chiamato Istaspe aveva in maniera analoga comandato Battriani e Saci nell'armata che Serse aveva condotto contro i Greci.
L'estensione dell'amministrazione dei satrapi di Battria anche sulle regioni dei Saci è rivelata anche dal fatto che Masiste facesse affidamento sui Saci per l'attuazione dei suoi piani di ribellione: evidentemente costoro erano posti sotto la sua autorità. L'appartenenza effettiva delle regioni dei Saci all'impero achemenide, ovvero il loro eventuale ordinamento nel sistema delle satrapie è discusso; probabilmente godevano di uno status di autonomia amministrativa, limitandosi a fornire truppe all'impero.